# Hinsdale (Nova Hampshire)
Hinsdale é uma cidade  localizada no estado americano de Nova Hampshire, no Condado de Cheshire.

## Demografia
Segundo o censo americano de 2000, a sua população era de 4082 habitantes.

## Geografia
De acordo com o United States Census Bureau tem uma área de
59 km², dos quais 53,6 km² cobertos por terra e 5,4 km² cobertos por água. Hinsdale localiza-se a aproximadamente 64 m acima do nível do mar.

## Localidades na vizinhança
O diagrama seguinte representa as localidades num raio de 16 km ao redor de Hinsdale.